# Chenyang Xu
Chenyang Xu (en chinois traditionnel : 许晨阳 ; né en 1981 à Chongqing) est un mathématicien chinois spécialiste de géométrie algébrique ; il est professeur au Massachusetts Institute of Technology.

## Biographie
Xu obtient en 2008 un Ph.D.  à l'université de Princeton sous la supervision de János Kollár (titre de la thèse « Topics on rationally connected varieties »). Xu occupe un poste de C.L.E. Moore Instructor au Massachusetts Institute of Technology entre 2008 et 2011. Il est nommé professeur assistant à l'université de l'Utah, puis rejoint l'université de Pékin en 2012, en tant que chercheur au Centre international de recherche mathématique de Beijing. Il est promu par la suite professeur en 2013. En 2018, Xu rejoint la faculté de mathématiques du MIT en tant que professeur.

## Prix et récompenses
En 2016, Xu reçoit le prix ICTP Ramanujan, attribué « en reconnaissance des travaux exceptionnels de Xu en géométrie algébrique, notamment dans le domaine de la géométrie birationnelle, y compris des travaux à la fois sur les paires log canoniques et sur les variétés Q-Fano, et sur la topologie des singularités et de leurs complexes duaux ».
En 2017, Chenyang Xu est le lauréat du Future Science Prize in Mathematics and Computer Science.
En 2019, il est l'un des cinq lauréats du New Horizons in Mathematics Prize (prix associé au Breakthrough Prize in Mathematics), « pour ses recherches sur le programme du modèle minimal et ses applications aux modules des variétés algébriques ». En 2021, il est lauréat du prix Frank-Nelson-Cole « pour avoir dirigé un groupe développant une théorie algébrique des modules pour les variétés de Fano K-stables et pour avoir élaboré une approche radicalement nouvelle des singularités du programme du modèle minimal en utilisant la K-stabilité ».
Il a été élu Fellow de l'American Mathematical Society dans la classe 2020, pour ses « contributions à la géométrie algébrique, en particulier le programme de modèle minimal et la K-stabilité des variétés de Fano ».
Il est conférencier invité au Congrès international des mathématiciens en 2018 (« Interaction Between Singularity Theory and the Minimal Model Program »).

## Recherche
Xu travaille sur le  programme du modèle minimal et la géométrie birationnelle (en caractéristique {\displaystyle 0} et {\displaystyle p}), sur les variétés rationnellement connexes, la topologie de variétés algébriques, la géométrie arithmétique, la géométrie de Kähler et les variétés de Fano. En plus de Kollar, il a travaillé notamment avec Christopher Hacon et James McKernan.

## Publications (sélection)
- C. D. Hacon et C. Xu, « Existence of log canonical closures », Inventiones Mathematicae, vol. 192, no 1,‎ 2013, p. 161–195.
- C. D. Hacon, J. McKernan et C. Xu, « ACC for log canonical thresholds », Annals of Mathematics, vol. 180, no 2,‎ 2014, p. 523–571.
- C. D. Hacon, J. McKernan et C. Xu, « On the birational automorphisms of varieties of general type », Annals of Mathematics, vol. 177,‎ 2013, p. 1077–1111.
- Chi Li et C. Xu, « Special test configurations and K-stability of Fano-varieties », Annals of Mathematics, vol. 180,‎ 2014, p. 197–232.
- J. Kollar et C. Xu, « The dual complex of Calabi-Yau pairs », Annals of Mathematic, vol. 205,‎ 2016, p. 527–557.
- C. Xu, « Finiteness of algebraic fundamental groups », Compos. Math., vol. 150,‎ 2014, p. 409–414.
- C. Xu, « Strong rational connectedness of surfaces », J. Reine Angew. Math., vol. 665,‎ 2012, p. 189–205.
- C. Hacon et C. Xu, « On the three dimensional minimal model program in positive characteristic », J. Am. Math. Soc., vol. 28,‎ 2015, p. 711–744.

## Les Notes et références
1. ↑  (en) « Xu », sur le site du Mathematics Genealogy Project.
2. ↑  Page de Xu au MIT.
3. ↑  « ICTP - Ramanujan Prize Winner 2016 » (consulté le 26 juin 2016).
4. ↑  2017 « The Mathematics and Computer Science Prize Laureate » sur www.futureprize.org.
5. ↑  Arxiv.